# ラシャ・シャヴダトゥアシヴィリ
ラシャ・シャヴダトゥアシヴィリ（グルジア語: ლაშა შავდათუაშვილი、Lasha Shavdatuashvili、1992年1月31日-) は、ジョージアのゴリ出身の柔道選手。66kg級。身長167cm。

## 人物
2011年にヨーロッパジュニアで優勝すると、世界ジュニアでは3位となった。2012年にはワールドカップ・トビリシでシニアの国際大会初優勝を飾ると、ヨーロッパ選手権でも3位となりオリンピック代表に選ばれた。
ロンドンオリンピックでは全くのノーマーク選手ながら勝ち上がり、3回戦でフランスのダビド・ラローズに掬投で一本勝ちすると、準々決勝では地元イギリスのコリン・オーテスも袈裟固で破った。準決勝では世界チャンピオンの海老沼匡を隅返で破り、決勝ではハンガリーのウングヴァーリ・ミクローシュを大内刈の有効で破って20歳にしてオリンピック初優勝を果たした。
オリンピック制覇後は2013年のヨーロッパ選手権で優勝するが、その後は低迷して成績を出せない時期が続いた。
2014年から階級を73kg級に変更した。2016年のヨーロッパ選手権では準優勝し、上がり調子で迎えたリオデジャネイロオリンピックでは準々決勝で大野将平に大外刈の技ありで敗れたが、その後の敗者復活戦を勝ち上がって銅メダルを獲得した。また大野は準々決勝以外を全て一本勝ちして優勝したため、この大会で唯一大野相手にフルタイム戦った。
2017年の世界選手権では準々決勝で橋本壮市に敗れるなどして5位、ワールドマスターズでも決勝で橋本に敗れて2位だった。2020年のヨーロッパ選手権では2位だった。
2021年の世界選手権では決勝でスウェーデンのトミー・マシアスに反則勝ちし、ロンドンオリンピック以来9年ぶりの世界一及び、世界選手権初優勝を飾った。7月に日本武道館で開催された東京オリンピックでは準決勝で韓国の安昌林に反則勝ちし、決勝では大野と10分近い熱戦を繰り広げるも技ありで敗れた。しかし、オリンピックでは3大会連続3つ目となるメダルを獲得し、オリンピックで金銀銅すべてのメダルを獲得した。12月にはIJFの年間表彰となるJudo Awardsで、最優秀男子選手に選ばれた。2022年にはグランドスラム・パリとグランドスラム・トビリシで優勝した。2023年の世界選手権では初戦で橋本に技ありで敗れたが、世界団体では3位になった。ヨーロッパ競技大会の団体戦では優勝した。2024年に地元で開催されたグランドスラム・トビリシでは優勝した。4度目のオリンピックとなったパリオリンピックでは初戦で敗れた。2025年のグランドスラム・トビリシでは2連覇した。
IJF世界ランキングは5645ポイント獲得で、1位(25/3/17現在)。

## 不祥事
2020年東京オリンピックでは新型コロナウイルス対策のため外出等を制限する規則集「プレーブック」の順守が定められていたが、銀メダル獲得後にバジャ・マルグベラシビリと東京タワー周辺を観光していたことが判明したため東京五輪・パラリンピック組織委員会から大会参加資格証（アクレディテーション）のはく奪処分を受けた（大会参加資格証はく奪後は競技会場や選手村への立ち入りができなくなるが獲得済みのメダルははく奪されない）。

## 主な戦績
66kg級での戦績
- 2011年 - ヨーロッパジュニア　優勝
- 2011年 - 世界ジュニア　3位
- 2012年 - ワールドカップ・トビリシ　優勝
- 2012年 - ワールドカップ・プラハ　優勝
- 2012年 - ヨーロッパ選手権　個人戦　3位　団体戦　優勝
- 2012年 - グランドスラム・リオデジャネイロ　3位
- 2012年 - ワールドカップ・ブエノスアイレス　優勝
- 2012年 -　ロンドンオリンピック　優勝
- 2013年 - ヨーロッパ選手権　優勝

73kg級での戦績
- 2014年 - グランプリ・トビリシ　2位
- 2015年 - グランプリ・トビリシ　3位
- 2015年 - グランプリ・ザグレブ　優勝
- 2015年 - 世界団体　3位
- 2015年 - グランドスラム・アブダビ　3位
- 2016年 - グランプリ・デュッセルドルフ　3位
- 2016年 - グランプリ・トビリシ　3位
- 2016年 - ヨーロッパ選手権　2位
- 2016年 -　グランプリ・アルマトイ　優勝
- 2016年 - リオデジャネイロオリンピック 3位
- 2017年 -　グランプリ・デュッセルドルフ　2位
- 2017年 - 世界選手権　5位
- 2017年 -　ワールドマスターズ　2位
- 2018年 -　グランドスラム・パリ　2位
- 2018年 - グランプリ・トビリシ　優勝
- 2018年 -　グランドスラム・アブダビ　優勝
- 2018年 -　グランプリ・ハーグ　3位
- 2018年 -　ワールドマスターズ　3位
- 2019年 - グランドスラム・パリ　3位
- 2019年 - グランドスラム・デュッセルドルフ　3位
- 2019年 - グランプリ・マラケシュ　2位
- 2019年 - ヨーロッパ競技大会　5位
- 2020年 - ヨーロッパ選手権　2位
- 2021年 -　グランドスラム・トビリシ　3位
- 2021年 -　世界選手権　優勝
- 2021年 -　東京オリンピック　2位
- 2021年 -　グランドスラム・アブダビ 3位
- 2022年 -　グランドスラム・パリ 優勝
- 2022年 -　グランドスラム・トビリシ 優勝
- 2022年 -　グランドスラム・ブダペスト 2位
- 2022年 -　グランドスラム・バクー　3位
- 2023年 -　グランドスラム・パリ　優勝
- 2023年 -　グランドスラム・トビリシ 3位
- 2023年 -　世界団体　3位
- 2023年 -　ヨーロッパ競技大会　団体戦　優勝
- 2023年 -　ワールドマスターズ　3位
- 2023年 -　ヨーロッパ選手権　5位
- 2024年 -　グランドスラム・トビリシ　優勝
- 2024年 -　ヨーロッパ選手権 3位
- 2025年 -　グランドスラム・トビリシ　優勝

(出典、JudoInside.com)